# JR長瀬駅
JR長瀬駅（ジェイアールながせえき）は、大阪府東大阪市長瀬町三丁目にある、西日本旅客鉄道（JR西日本）おおさか東線の駅。駅番号はJR-F12。
住所は東大阪市に位置するが、乗車券の取り扱いは大阪市内に含む。

## 概要
府道大阪八尾線交差部のすぐ北側に位置する。
おおさか東線の先行開業した区間の駅のうち、「JR」を冠した駅名は他にJR河内永和駅、JR俊徳道駅の2駅があるが、両駅は近畿日本鉄道（近鉄）の同名駅と近接する乗換駅であるのに対し、当駅は近鉄大阪線の長瀬駅から直線距離で約700m離れている。また開業時は線内で唯一他の鉄道路線の駅と近接していない駅であったが、現在はほかに衣摺加美北駅、城北公園通駅、南吹田駅も該当する。
おおさか東線の途中駅にはステーションカラーが導入されており、当駅のカラーはピンクである。

## 歴史
おおさか東線は「城東貨物線」（正確には片町線の貨物支線）を旅客線化したものであるが、貨物線であった当時は単線であったため、当駅付近に列車の行き違いを行うための蛇草信号場（はぐさしんごうじょう）が設置されていた。
計画段階での仮駅名は「柏田（かしだ）」であったが、近辺一帯の地名である「長瀬」に、近鉄大阪線の長瀬駅と区別するため「JR」を冠したものを採用した。

### 年表
- 1943年（昭和18年）10月1日：蛇草信号場を開設[4]。
- 2003年（平成15年）9月11日：城東貨物線（おおさか東線）の旅客線化工事の支障となるため、蛇草信号場を廃止。
- 2007年（平成19年）8月23日：駅名を「JR長瀬駅」に決定。仮駅名は「柏田駅」であった[5]。
- 2008年（平成20年）3月15日：城東貨物線（おおさか東線）の旅客線化と同時にJR長瀬駅が開業。大阪環状・大和路線運行管理システムを先行導入。
- 2018年（平成30年）3月17日：駅ナンバリングが導入される。
- 2019年（平成31年）3月16日：おおさか東線全線開業に伴い、大阪市内の駅に編入[6]。

## 駅構造

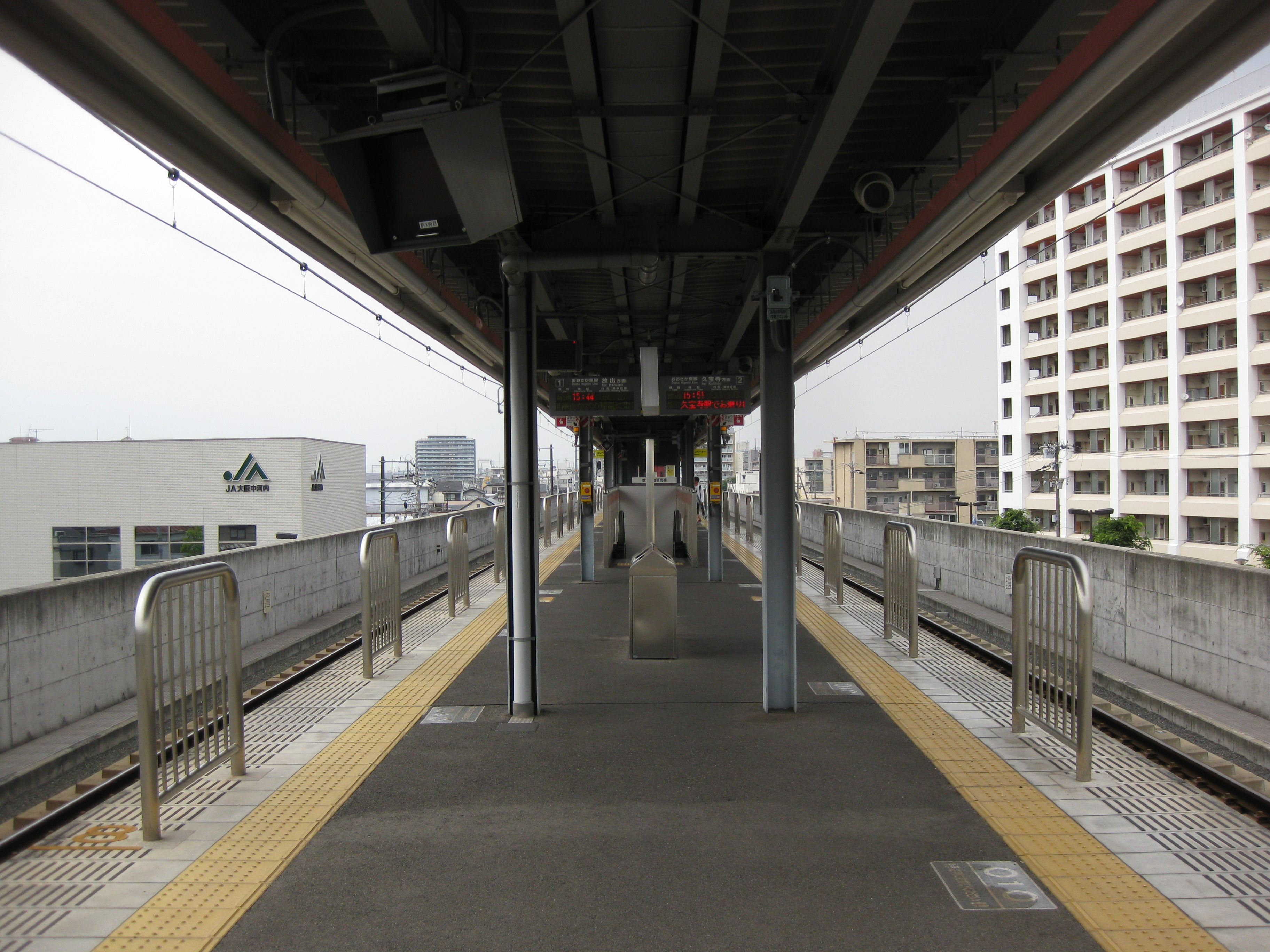
プラットホーム

島式1面2線の高架駅で、8両編成対応。上屋は6両分。固定式ホーム柵も設置されていたが、4扉車→3扉車化に伴い、撤去された。分岐器や絶対信号機を持たないため、停留所に分類される。地上に改札口があり、ホームとの間にエレベーターが1基、エスカレーターは上り用と下り用の1基ずつの2基が設置されている。駅東･西の両側に駅前広場・ロータリーがある。
「長瀬川のせせらぎ・流れ」をデザインコンセプトとしている。
放出駅が管理するJR西日本交通サービスによる業務委託駅であり、一部時間帯は無人となる。そのため改札機・券売機・精算機付近にはインターホンがあり、無人時間帯はコールセンターのオペレーターが対応し各種機器を遠隔制御している。みどりの窓口は設置されておらず出札窓口自体の営業もないが、みどりの券売機が設置されている。
開業当初から喫煙コーナーを設けておらず終日全面禁煙である。

### のりば
| のりば | 路線         | 行先                   |
| ------ | ------------ | ---------------------- |
| 1      | おおさか東線 | 放出・新大阪・大阪方面 |
| 2      | おおさか東線 | 久宝寺方面             |

## 利用状況
2023年（令和5年）度の1日平均乗車人員は3,415人である。
開業後の1日平均乗車人員は以下の通りである。
| 年度               | 1日平均 乗車人員 | 出典     |
| ------------------ | ---------------- | -------- |
| 2008年（平成20年） | 1,919            | [ * 1 ]  |
| 2009年（平成21年） | 2,247            | [ * 2 ]  |
| 2010年（平成22年） | 2,446            | [ * 3 ]  |
| 2011年（平成23年） | 2,621            | [ * 4 ]  |
| 2012年（平成24年） | 2,802            | [ * 5 ]  |
| 2013年（平成25年） | 2,948            | [ * 6 ]  |
| 2014年（平成26年） | 2,987            | [ * 7 ]  |
| 2015年（平成27年） | 3,101            | [ * 8 ]  |
| 2016年（平成28年） | 3,212            | [ * 9 ]  |
| 2017年（平成29年） | 3,314            | [ * 10 ] |
| 2018年（平成30年） | 3,048            | [ * 11 ] |
| 2019年（令和元年） | 3,282            | [ * 12 ] |
| 2020年（令和02年） | 2,560            | [ * 13 ] |
| 2021年（令和03年） | 2,776            | [ * 14 ] |
| 2022年（令和04年） | 3,130            | [ * 15 ] |
| 2023年（令和05年） | 3,415            | [ * 16 ] |

## 駅周辺
当駅付近高架下に自転車・バイクが停められる有料駐輪場が設置されている。
- ライフ太平寺店
- 万代 渋川店
- 東大阪市立柏田小学校
- 東大阪市立長瀬西小学校
- 東大阪市立太平寺小学校
- 東大阪市立柏田中学校
- 大阪市立巽東小学校
- 大阪市立新生野中学校
- 大阪府立生野支援学校
- 大阪府立勝山高等学校
- 近畿大学 - 約1.5 km離れており、大学へは近鉄長瀬駅の方が近い。
- 長瀬神社
- 東大阪市営長瀬霊園･斎場
- 長瀬川
- 巽東緑地
- 波牟許曽神社
- 東大阪市立長瀬人権文化センター[8]

### バス路線
2016年7月29日より、大阪バスによる路線バスが運行を開始した。駅前交通広場に乗り入れる。
大阪バス
- 布施八尾線：布施駅前 行／近鉄八尾駅 行

## 隣の駅

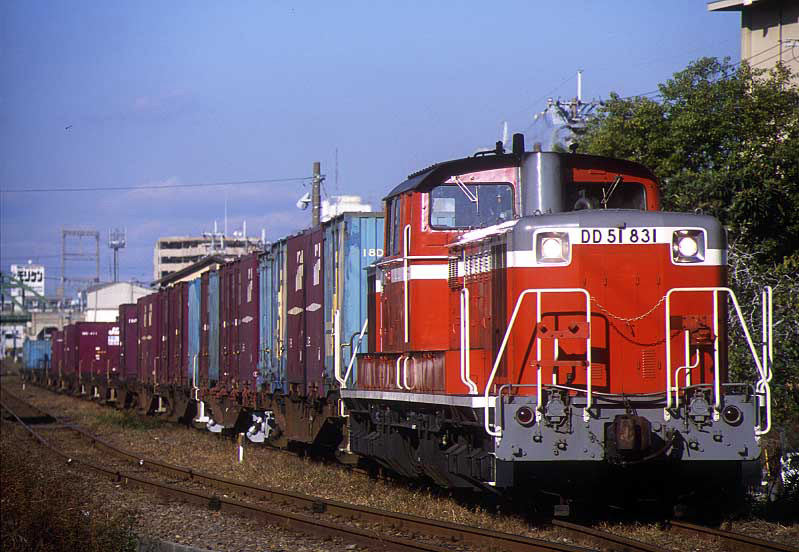
蛇草信号場を通過する貨物列車（2001年）

### 蛇草信号場
西日本旅客鉄道（JR西日本）
片町線貨物支線（城東貨物線、八尾方面）
放出駅 - 蛇草信号場 - 竜華信号場 - （久宝寺駅） - 八尾駅
片町線貨物支線（城東貨物線、平野方面）
放出駅 - 蛇草信号場 - 平野駅
- 打消線は当信号場廃止前に廃止済。
- 廃止当時、俊徳道信号場ならびに正覚寺信号場は未開業。

### JR長瀬駅
西日本旅客鉄道（JR西日本）
 おおさか東線
■直通快速
通過
■普通
JR俊徳道駅 (JR-F11) - JR長瀬駅 (JR-F12) - 衣摺加美北駅 (JR-F13)

### 記事本文

### 利用状況
1. ↑  大阪府統計年鑑 - 大阪府
2. ↑  東大阪市統計書 - 東大阪市

大阪府統計年鑑
1. ↑  大阪府統計年鑑（平成21年） (PDF)
2. ↑  大阪府統計年鑑（平成22年） (PDF)
3. ↑  大阪府統計年鑑（平成23年） (PDF)
4. ↑  大阪府統計年鑑（平成24年） (PDF)
5. ↑  大阪府統計年鑑（平成25年） (PDF)
6. ↑  大阪府統計年鑑（平成26年） (PDF)
7. ↑  大阪府統計年鑑（平成27年） (PDF)
8. ↑  大阪府統計年鑑（平成28年） (PDF)
9. ↑  大阪府統計年鑑（平成29年） (PDF)
10. ↑  大阪府統計年鑑（平成30年） (PDF)
11. ↑  大阪府統計年鑑（令和元年） (PDF)
12. ↑  大阪府統計年鑑（令和2年） (PDF)
13. ↑  大阪府統計年鑑（令和3年） (PDF)
14. ↑  大阪府統計年鑑（令和4年） (PDF)
15. ↑  大阪府統計年鑑（令和5年） (PDF)
16. ↑  大阪府統計年鑑（令和6年） (PDF)